# Joseph-Mathias Tellier

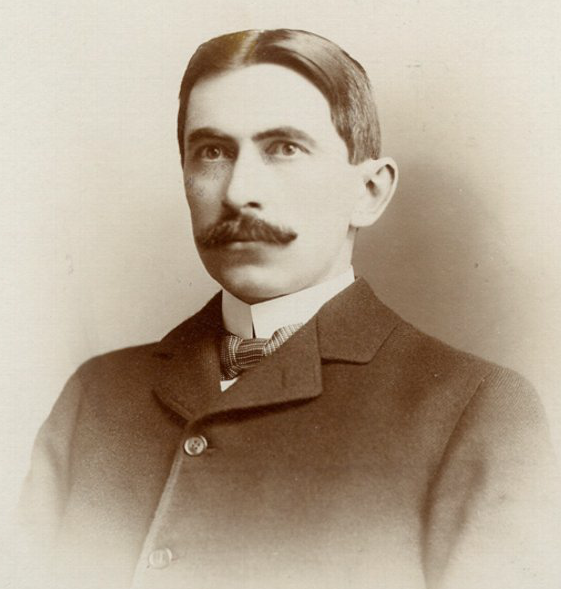
Joseph-Mathias Tellier (1900)

Sir Joseph-Mathias Tellier (* 15. Januar 1861 in Sainte-Mélanie, Provinz Kanada; † 18. Oktober 1952 in Joliette, Québec) war ein kanadischer Jurist und Politiker, der unter anderem zwischen 1909 und 1915 Vorsitzender der Parti conservateur du Québec sowie von 1916 bis 1932 erst Richter am Obergericht der Provinz Québec und danach zwischen 1932 und 1942 Oberster Richter von Québec und Präsident des Appellationsgerichts war.

## Leben
Joseph-Mathias Tellier war ein Sohn des Landwirts Zéphirin Tellier und dessen Ehefrau Luce Ferland, sowie ein jüngerer Bruder des Rechtsanwalts und Politikers Louis Tellier, der zwischen 1878 und 1882 Mitglied des Unterhauses von Kanada war. Er begann nach dem Besuch des Collège de Joliette ein Studium der Rechtswissenschaften an der Universität Laval, wo er für seine studentischen Leistungen mit der Goldmedaille des Generalgouverneurs von Kanada ausgezeichnet wurde. Nach seiner anwaltlichen Zulassung in der Provinz Québec am 31. Juli 1884 ließ er sich als Rechtsanwalt in Joliette nieder, wo er bis 1904 zunächst allein eine Anwaltskanzlei betrieb, ehe er eine anwaltliche Partnerschaft mit J. Émery Ladouceur und Robert Tellier begründete. Am 9. Juni 1889 erfolgte seine Ernennung zum Kronanwalt.
Tellier wurde bei der Wahl am 8. März 1892 für die Parti conservateur du Québec im Wahlkreis „Joliette“ erstmals zum Mitglied der Legislativversammlung von Québec gewählt und konnte sich dabei gegen den bisherigen Wahlkreisinhaber Louis Basinet von der Parti libéral du Québec durchsetzen. Er gehörte der Legislativversammlung nach seinen Wiederwahlen am 11. Mai 1897, 7. Dezember 1900, 25. November 1904, 8. Juni 1908 und 15. Mai 1912 mehr als 24 Jahre lang bis zur Wahl am 22. Mai 1916 an, woraufhin Ernest Hébert von der Liberalen Partei den Wahlkreis „Joliette“ gewann. Daneben engagierte er sich zwischen 1897 und 1902 als Präsident des Institut canadien de Joliette und wurde am 7. Juli 1905 zum Mitglied des Rates für öffentlichen Unterricht (Conseil de l’instruction publique) ernannt. Des Weiteren wurde er als Nachfolger von J. Adolphe Renaud 1903 auch Bürgermeister von Joliette und hatte dieses Amt bis zu seiner Ablösung durch Alexandre Guilbaut 1910 inne. 1904 wurden ihm von der Universität Laval und 1906 von Universität Montreal jeweils eine Ehrendoktor der Rechtswissenschaften verliehen. Ferner erfolgte 1906 seine Ernennung zum Ritter des Piusordens.
Während seiner langjährigen Parlamentszugehörigkeit wurde er am 2. März 1909 als Nachfolger von Pierre-Évariste Leblanc Vorsitzender der Parti conservateur du Québec sowie zugleich Oppositionsführer in der Legislativversammlung. Er hatte beide Funktionen bis zum 16. Februar 1915 inne und wurde dann von Philémon Cousineau abgelöst. Während seiner Amtszeit als Vorsitzender errang seine Partei bei der Wahl am 15. Mai 1912 16 der 81 Sitze in der Legislativversammlung und blieb nach der Parti libéral du Québec unter Premierminister Lomer Gouin, die 64 Mandate gewann, weiterhin in der Opposition.
Nach seinem Ausscheiden aus der Legislativversammlung wurde Joseph-Mathias Tellier am 9. September 1916 zum Richter am Obergericht (Cour supérieure du Québec) für den Gerichtsbezirk Montreal berufen und 1920 zum Richter am dortigen Cour du banc du roi ernannt, der in der Regel am Obergericht für die Verhandlung größerer Streitigkeiten zuständig ist. Er war 1929 Gründer der Historischen Gesellschaft von Joliette. Am 21. September 1932 wurde als Nachfolger von Eugène Lafontaine Präsident des Appellationsgerichts (Cour d’appel du Québec) und damit als Juge en chef auch Oberster Richter von Québec. Er bekleidete dieses oberste Richteramt zehn Jahre lang bis zum 31. Dezember 1942, woraufhin Séverin Létourneau am 9. Januar 1943 seine Nachfolge antrat. Für seine Verdienste wurde er am 28. Februar 1934 als Knight Bachelor (Kt) nobilitiert, wodurch er fortan das Prädikat „Sir“ führte. 1937 verlieh ihm zudem das Bishop’s College einen weiteren Ehrendoktortitel der Rechtswissenschaften. Zuletzt war er 1950 noch Sonderberater der Regierung in Verfassungsfragen.
Aus seiner am 1. September 1885 in Joliette geschlossenen Ehe mit Maria Désilets, Tochter des Protonotars Joseph-Octave Désilets und dessen Ehefrau Marie-Angélique Désilets, ging der Sohn Maurice Tellier hervor, der zwischen 1936 und 1939 sowie erneut von 1944 bis 1962 Mitglied und zwischen 1955 und 1960 Sprecher der Legislativversammlung war.